# Німпкіш 2
Німпкіш 2 (англ. Nimpkish 2) — індіанська резервація в Канаді, у провінції Британська Колумбія, у межах регіонального округу Маунт-Веддінґтон.

## Населення
За даними перепису 2016 року, індіанська резервація не ма постійного населення.

## Клімат
Середня річна температура становить 8,5°C, середня максимальна – 17,1°C, а середня мінімальна – -1°C. Середня річна кількість опадів – 1 843 мм.
| Клімат поселення                              | Клімат поселення | Клімат поселення | Клімат поселення | Клімат поселення | Клімат поселення | Клімат поселення | Клімат поселення | Клімат поселення | Клімат поселення | Клімат поселення | Клімат поселення | Клімат поселення | Клімат поселення |
| Показник                                      | Січ.             | Лют.             | Бер.             | Квіт.            | Трав.            | Черв.            | Лип.             | Серп.            | Вер.             | Жовт.            | Лист.            | Груд.            |                  |
| Середній максимум, °C                         | 7,32             | 8,26             | 9,56             | 11,54            | 14,13            | 16,45            | 16,42            | 17,11            | 15,39            | 11,75            | 7,77             | 5,60             |                  |
| Середня температура, °C                       | 3,17             | 4,13             | 5,41             | 7,40             | 9,97             | 12,32            | 14,02            | 14,71            | 12,99            | 9,34             | 5,38             | 3,19             |                  |
| Середній мінімум, °C                          | −0,99            | 0,00             | 1,27             | 3,28             | 5,85             | 8,19             | 11,61            | 12,30            | 10,57            | 6,94             | 2,95             | 0,77             |                  |
| Норма опадів, мм                              | 250              | 171              | 144              | 113              | 79               | 79               | 58               | 75               | 112              | 243              | 270              | 249              |                  |
| Середньомісячна швидкість вітру, м/с          | 4.87             | 4.52             | 4.16             | 3.90             | 3.63             | 3.50             | 3.38             | 3.15             | 3.20             | 3.91             | 4.68             | 4.70             |                  |
| Середньомісячна сонячна радіація, кДж/м²·день | 2733             | 5397             | 9404             | 13935            | 17827            | 18904            | 19258            | 16386            | 11862            | 6418             | 3172             | 2154             |                  |
| --------------------------------------------- | ---------------- | ---------------- | ---------------- | ---------------- | ---------------- | ---------------- | ---------------- | ---------------- | ---------------- | ---------------- | ---------------- | ---------------- | ---------------- |
| Джерело:                                      |                  |                  |                  |                  |                  |                  |                  |                  |                  |                  |                  |                  |                  |